# Montacute William Worrall Selby-Lowndes
Montacute William Worrall Selby-Lowndes, britanski general, * 1896, † 1972.